# República Bátava
La República Bátava (en neerlandés: Bataafse Republiek; en francés: République Batave) fue un Estado satélite de la Primera República Francesa, que surgió de las antiguas Provincias Unidas cuando fueron ocupadas en 1795 por las tropas francesas en el contexto de las guerras revolucionarias francesas. Ocupaba aproximadamente el mismo territorio que los actuales Países Bajos (a excepción de la región de Limburgo). De corta duración, existió entre 1795 y 1806, cuando fue transformado en el Reino de Holanda por el emperador francés Napoleón Bonaparte.
La República Bátava fue el estado sucesor a la República de los Siete Países Bajos Unidos. Fue proclamada el 19 de enero de 1795 y terminó el 5 de junio de 1806, con el ascenso de Luis Bonaparte al trono neerlandés. A partir de 1801 se le conoció como la Mancomunidad Bátava (en neerlandés: Bataafs Gemenebest). Ambos nombres se refieren a la tribu germánica de los bátavos, representando tanto el linaje neerlandés como su antigua búsqueda de la libertad en su folclor nacionalista.
A comienzos de 1795, la intervención por parte de la República francesa llevó a la caída de la antigua República neerlandesa. La nueva república disfrutaba de un amplio soporte por parte de la población neerlandesa y fue producto de una revolución popular genuina. Sin embargo, fue fundada con el apoyo militar del ejército revolucionario francés. La República Bátava se convirtió en un estado cliente, la primera de las «repúblicas hermanas», y luego en parte del Imperio francés de Napoleón. Su política estaba fuertemente influenciada por los franceses, quienes apoyaron no menos de tres golpes de estado para llevar al poder a las diferentes facciones políticas que Francia favorecía en diferentes momentos de su propio desarrollo político. Con todo, el proceso de crear una constitución neerlandesa escrita fue liderado principalmente por factores políticos internos y no por influencia francesa hasta que Napoleón obligó al gobierno neerlandés a que aceptara a su hermano, Luis Bonaparte, como monarca.
Las reformas políticas, económicas y sociales que se llevaron a cabo durante la relativamente corta duración de la República Bátava han tenido un impacto duradero. La estructura confederal de la antigua República neerlandesa fue sustituida definitivamente por un Estado unitario. Por primera vez en la historia de los Países Bajos, la constitución que se aprobó en 1798 tenía un carácter genuinamente democrático. Durante un tiempo, la República estuvo gobernada democráticamente, aunque el golpe de Estado de 1801 puso en el poder a un régimen autoritario tras otra modificación de la constitución. La influencia de este periodo democrático ayudó a suavizar la transición hacia un gobierno más democrático en 1848 (la revisión constitucional de Johan Rudolf Thorbecke, que limitaba el poder del rey). Por primera vez en la historia de los Países Bajos se introdujo un tipo de gobierno ministerial y muchos de los actuales departamentos gubernamentales remontan su historia a este periodo.
Aunque la República Bátava era un estado cliente de Francia, sus sucesivos gobiernos intentaron mantener cierto grado de independencia y servir a los intereses neerlandeses incluso cuando chocaban con los intereses franceses. Este choque de intereses condujo finalmente a la desaparición de la República cuando el efímero experimento con el régimen del gran pensionario Rutger Jan Schimmelpenninck resultó insatisfactorio para Napoleón. El posterior rey Luis Bonaparte también se negó a seguir los dictados franceses, lo que a la postre provocó su caída en 1810, cuando el territorio se anexionó al Imperio francés.

## Historia

### Orígenes
Desde 1778 en las Provincias Unidas se fue consolidando un «partido patriota» simpático a las ideas de los ilustrados franceses de la segunda mitad del siglo XVIII. Contrario a la oligarquía dirigente, al poder del estatúder y también a la Iglesia oficial (la calvinista), este incipiente partido agrupaba a distintos elementos procedentes de la burguesía (industriales, comerciantes y banqueros), a miembros de minorías religiosas y a otros sectores minoritarios, como impresores, editores o profesores.
En el contexto de las crisis de la década de 1780, los patriotas neerlandeses lograron movilizar a las masas urbanas en milicias y alcanzaron un gran poder a lo largo de todo el país, por lo que el estatúder Guillermo V de Orange-Nassau se vio obligado a salir de La Haya. Pero en 1788 todos sus logros se vieron frustrados con la intervención prusiana al mando del Duque de Brunswick, que aplastó al movimiento y restauró la autoridad de Guillermo. A la intervención prusiana sucedió una emigración masiva de los patriotas neerlandeses hacia París, donde siguieron conspirando en espera de una mejor ocasión, mientras en Holanda se reorganizaron lentamente.

### Una nueva República
A principios de 1795, apoyados por las tropas francesas, los patriotas neerlandeses entraron en las Provincias Unidas. La entrada de los franceses y los patriotas provocó el estallido en Ámsterdam, Utrecht y La Haya de una revolución interna, conocida en la historiografía neerlandesa como la Revolución bátava. Hacia el 19 de enero el estatúder Guillermo había perdido el control del país y se vio obligado a huir a Gran Bretaña, desde donde pidió a diversas autoridades neerlandesas su cooperación con los británicos contra la nueva república. Tras estos acontecimientos fue fundada la República Bátava por los franceses y los bátavos, como se denominarían los políticos revolucionarios neerlandeses. El nombre de la República procedía de los antiguos bátavos, una tribu germánica que había vivido en la zona en el momento de la conquista romana. 
Desde el principio, la República Bátava fue creada como un Estado satélite de la República francesa, siendo una continuación de la política de creación de repúblicas hermanas en los territorios vecinos de Francia. La política adoptada era revolucionaria y liberal, además de muy inestable, pues llegaron a producirse varios golpes de Estado durante su corta existencia. Precisamente la gran inestabilidad política y los muchos golpes de Estado impidieron un funcionamiento normal del país y de las instituciones. Una de las pocas políticas revolucionarias que salieron adelante fue la abolición de los últimos vestigios de feudalismo que quedaban en las antiguas Provincias Unidas. Tampoco pudieron los bátavos llevar a cabo su proyecto de instaurar una Constitución democrática (con sufragio universal y una Asamblea única) debido a las interferencias del Directorio francés, que no estaba interesado en el establecimiento de un Estado con capacidad de decisión y de contradecir los intereses de la política exterior francesa. El antiguo estatúder Guillermo, antes de marchar al exilio, había dado instrucciones para que las colonias neerlandesas fuesen cedidas a los británicos y no cayesen en manos francesas, pero estas se mantuvieron en su mayoría bajo control de la nueva República.

### La Mancomunidad Bátava
En el contexto de la Segunda Coalición contra Francia, la República estuvo en guerra contra Gran Bretaña al igual que la República Francesa y participó especialmente en los combates marítimos y en la lucha en las colonias. En la Paz de Amiens de 1802 los británicos devolvieron casi todas las colonias que habían conquistado (Colonia del Cabo, Guayana Neerlandesa y las Indias Orientales Neerlandesas) excepto la colonia de Ceilán.

### El final
Después de una época de gran inestabilidad, en 1805 los experimentos democráticos terminaron y Rutger Jan Schimmelpenninck fue nombrado Raadspensionaris vitalicio, quedando como único líder político. No obstante, lo sería por poco tiempo, ya que al año siguiente Napoleón Bonaparte disolvió la República y la sustituyó por el Reino de Holanda; la Corona recayó sobre su hermano, Luis Napoleón Bonaparte.

## Organización territorial
A lo largo de su corta existencia estuvieron vigentes dos formas de organización interna de la República Bátava.

### Creación de los departamentos (1799-1802)
Por la ley de 30 de marzo de 1799 se estableció la nueva clasificación de los departamentos de la República Bátava. Las regiones fueron abolidas y se produjo una ruptura con el pasado al producirse la instauración de los departamentos según el modelo francés, donde los límites jurisdiccionales procedentes de la Edad Media y la Edad Moderna desaparecieron.
Crearon así ocho departamentos:
- Departamento del Amstel
- Departamento de Delf
- Departamento del Dommel
- Departamento del Ems
- Departamento del Bajo IJssel
- Departamento del Rhin

División administrativa de la República Bátava en 1799

- Departamento del Mosa y el Escalda
- Departamento de Texel

### Reorganización (1802-1806)
No obstante, según la ley del 21 de junio de 1802 se reestructuró la clasificación de los departamentos, volviendo a recuperar el modelo de las clasificaciones históricas y regionales, que se incorporaban de nuevo en la estructura departamental. Esta organización se mantuvo incluso después de disuelta la República, durante la época del Reino de Holanda y más tarde como departamentos del Imperio Francés.
- Departamento de Batavia-Brabante
- Departamento de Frisia
- Departamento de Güeldres
- Departamento de Holanda
- Departamento del Bajo IJssel
- Departamento de la Ciudad y el País de Groningen
- Departamento de Utrecht
- Departamento de Zelanda